# Maggie Nichols
Margaret Mary "Maggie" Nichols (född 12 september 1997 i Little Canada, Minnesota) är en amerikansk artistisk gymnast. Hon var medlem av det vinnande laget på Världsmästerskapen i artistisk gymnastik 2015 och tog även brons i fristående på samma mästerskap.